# Айман Юнес
Айман Юнес (араб. يمن يونس) (народився 20 лютого 1964) — колишній єгипетський футболіст, який грав на позиції півзахисника та нападника. Свою кар'єру Айман Юнес провів у клубі «Замалек» , забив найшвидший гол у Прем’єр-лізі Єгипту в 1990 році проти «Суец ФК» за 13 секунд.

## Міжнародна кар'єра
Він представляв Єгипет на Кубку африканських націй 1988 року.

## Досягнення

### Клуб
Замалек ФК
- Прем'єр-ліга Єгипту: 1984, 1988, 1992, 1993
- Кубок Єгипту: 1988
- Клуби Кубка африканських чемпіонів: 1984, 1986, 1993
- Афро-азійський клубний чемпіонат: 1987